# Asclepias pilgeriana
Asclepias pilgeriana är en oleanderväxtart som beskrevs av Rudolf Schlechter. Asclepias pilgeriana ingår i släktet sidenörter, och familjen oleanderväxter. Inga underarter finns listade i Catalogue of Life.